# Christian Brandes (Autor)

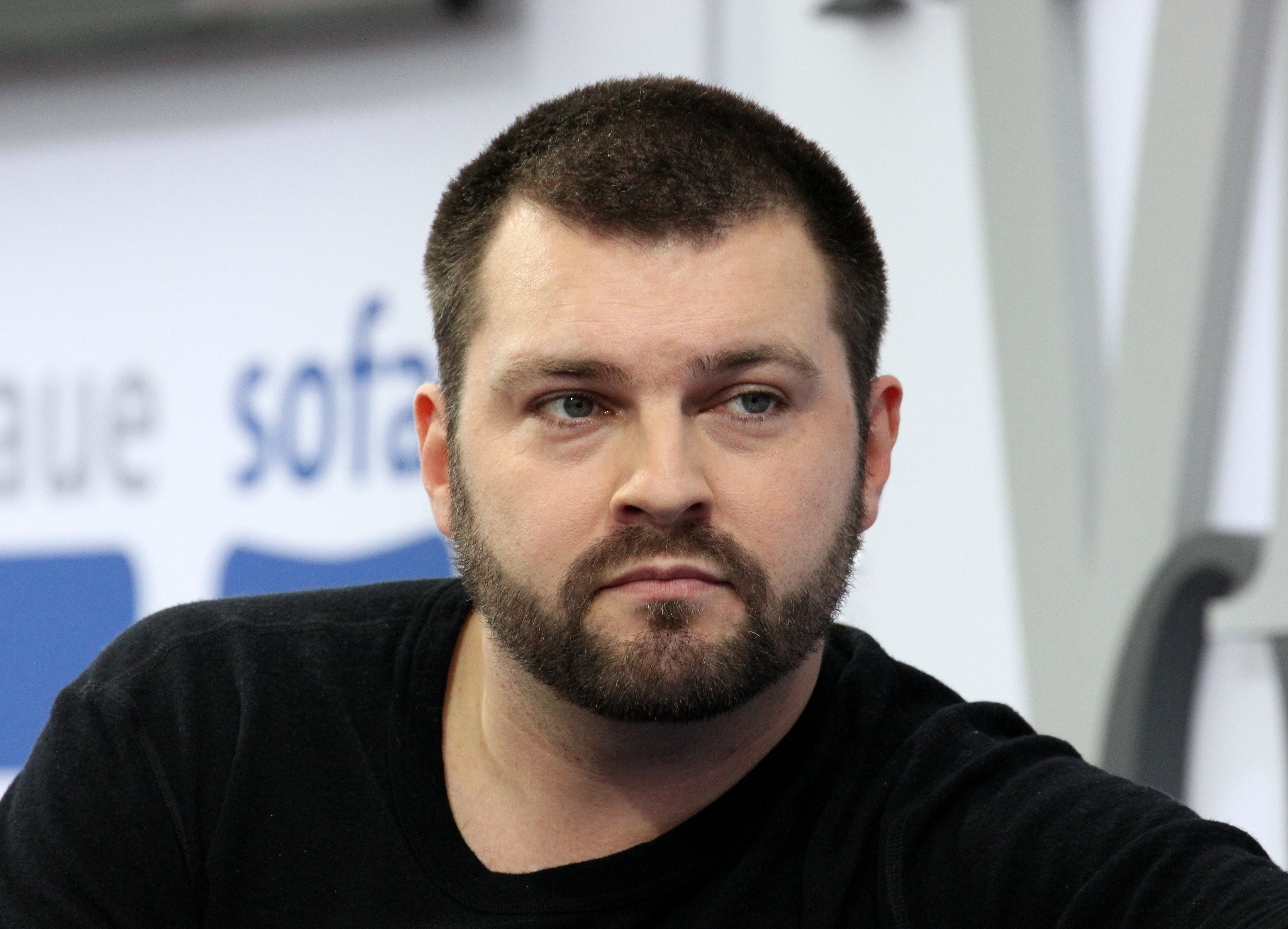
Christian Brandes auf der Leipziger Buchmesse 2018

Christian Maria Brandes (* 1981 in Vechta), Künstlername Schlecky Silberstein, ist ein deutscher Autor, Schauspieler und Blogger. Er betreibt den Blog Schlecky Silberstein (ehemals Spiegel Offline) und ist Head-Autor sowie Darsteller der Online-Comedyshow Browser Ballett.

## Leben
Christian Brandes wuchs in Bremen auf und nahm nach Schule, Abitur und Grundwehrdienst ein Studium der Volkswirtschaftslehre in Potsdam auf, das er jedoch nach dem Vordiplom abbrach. Anschließend arbeitete er als Texter bei unterschiedlichen Werbeagenturen. Ab 2010 betrieb er unter dem neuen Namen Schlecky Silberstein parallel den Blog Spiegel Offline, in dem er Kuriositäten aus dem Internet sammelte. Im Winter 2011 benannte er den Blog in Schlecky Silberstein um. Der Name geht auf eine Anekdote seiner Großmutter zurück, nach der ein Herr Silberstein im Warschauer Ghetto regelmäßig erheiternde Sprüche an Häuserwände gekratzt und gemalt haben soll.
Brandes war Comedy-Autor für verschiedene Radio- und Fernsehsendungen, unter anderem für das Neo Magazin Royale. Im Internetradiosender DetektorFM moderierte er die Schlecky Silberstein Radio Show. Im Juni 2015 veröffentlichte er im Ullstein Verlag das Buch Ich kann keine Wurstzipfel essen über Spleens. Bekannt wurde von ihm auch eine Stellenanzeige, nach der Bewerber mit Vorstrafen bevorzugt eingestellt würden.
Seit 2016 arbeitet er als Head-Autor des Formats Browser Ballett, das vom Medienangebot funk in Auftrag gegeben wurde. Bekannte Arbeiten umfassen Lauf, dicke Sau, Das Arier-Reservat, Degentrifizierung und Masters of Germany. Die Show versteht sich selbst als „linksgrünversiffter Stachel im Arsch der Revolutionäre“.
Im März 2018 veröffentlichte Schlecky Silberstein mit dem Buch Das Internet muss weg eine kritische Auseinandersetzung mit dem Social-Media-Zeitalter und wirbt mit dem Zitat „Das Internet ist die größte Verarschungsmaschine aller Zeiten“. Im Buch vertritt er die These, dass die größten Probleme des 21. Jahrhunderts – angefangen von steigenden Depressionsraten, über Online-Sucht, bis hin zur Renaissance des Nationalismus – exklusiv auf das Internet zurückgehen.
Nach einem Satirevideo zu den Ereignissen in Chemnitz 2018 bekam Brandes’ Produktionsunternehmen Besuch von dem AfD-Abgeordneten Frank-Christian Hansel, wovon die Partei ein Video ins Netz stellte. Zuvor hatte die Berliner AfD ein Video über die Dreharbeiten zu der Satire gepostet, die sie – trotz vorhandener Hinweise im Clip auf den satirischen Charakter – als Fakevideo aufdecken zu können meinte. Als Folge erhielt Brandes nach eigenen Angaben zahlreiche „antisemitische Hasskommentare“ wie auch Morddrohungen im Netz.
Brandes ist verheiratet und hat einen Sohn.

## Werke
- Ich kann keine Wurstzipfel essen und 999 weitere seltsame Angewohnheiten. Ullstein Taschenbuch, Berlin 2015, ISBN 978-3-548-37577-9.
- Das Internet muss weg – Eine Abrechnung. Knaus Taschenbuch, München 2018, ISBN 978-3-8135-0794-2.